# ジョン・ケラー
ジョン・M・ケラー（John M. Keller、1938年3月5日 - ）はアメリカ合衆国の教育心理学者。
教育現場における動機づけ、特にARCSモデルのインストラクションデザインに関する研究で最もよく知られている。頭字語の4つの要素（ARCS）は、注意（Attention）、関連性（Relevance）、自信（Confidence）、満足感（Satisfaction）を表す。

## 教育とキャリア
ケラーは1938年3月5日に生まれる。 青年時代、彼はスポーツと学問を楽しみ、デトロイト・ライオンズに肩入れしていた。 彼の知人で仲間であった人は2人いて、バルトス・ウッドニキとラングストン・フォードであった。 その後、1957年に19歳でアメリカ海兵隊に入隊し、大学に行く前に4年間そこで勤務した。大学に進学すると哲学と英語を専攻して、1965年にカリフォルニア大学リバーサイド校を卒業した。 1974年にインディアナ大学ブルーミントン校で教育工学の博士号を取得した。
1974年に彼はシラキュース大学の教育工学の助教授に任命され、1985年までそこに留まり、1979年に准教授に昇進する。 1985年になるとフロリダ州立大学に移り、1988年にそこで教授になった。 2010年に教授を退職したときに彼は、教育技術と教育心理学の名誉教授であった。

## ARCSモデル
ケラーは、1979年に最初に導入した教育設計のARCSモデル（「注意・関連性・自信・満足感」）で最もよく知られている。ARCSモデルはこれまでの行動主義者や認知アプローチに基づいて開発されており、外的刺激に過度に焦点を当てたものものではなく、学習者の動機づけに十分に注意を払ったものである。ARCSモデルによって、学習者の動機付けは4つの要素（注意、関連性、自信、満足感）に分解され、指導者はそれぞれの要素を自身のコースに組み込む戦略を手に入れることができ、学習者のモチベーションは促進されるようになる。 ARCSモデルは広く採用されており、学習者の動機付けに関するその後の研究の「中心的基準」になった。
| 主分類枠 | 分類         | 作業質問 |
| --- | ------------ | --- |
| 注意（Attention） 関心の獲得・好奇心の刺激                                                                        | 知覚的喚起   | 知覚レベルの好奇心を喚起し、学習者の興味を引くことをしているか?                                             |
| 注意（Attention） 関心の獲得・好奇心の刺激                                                                        | 探究心喚起   | 知的好奇心を喚起し探究的な行動を引き出しているか?                                                           |
| 注意（Attention） 関心の獲得・好奇心の刺激                                                                        | 変化性       | 学習者のモチベーションを維持するために授業に変化をつけているか?                                             |
| 関連性（Relevance） 肯定的な態度に作用する 個人的ニーズやゴールを満たす                                           | 目的指向性   | 学習者の将来の目的あるいはゴールと授業を結びつけているか?                                                   |
| 関連性（Relevance） 肯定的な態度に作用する 個人的ニーズやゴールを満たす                                           | 動機との一致 | 目的を持たない学習者を含め、学習者を授業に関与させるための動機づけをしているか?                             |
| 関連性（Relevance） 肯定的な態度に作用する 個人的ニーズやゴールを満たす                                           | 親しみやすさ | 学習者の過去の経験や興味と授業を関係づけているか?                                                           |
| 自信（Confidence） 学習者が成功できること また成功は自分自身の工夫次第であることを 確信・実感するための助けをする | 学習要求     | 学習者に期待すること及び評価することを理解させているか?                                                     |
| 自信（Confidence） 学習者が成功できること また成功は自分自身の工夫次第であることを 確信・実感するための助けをする | 成功の機会   | 成功を経験する機会を学習者に与えているか?                                                                   |
| 自信（Confidence） 学習者が成功できること また成功は自分自身の工夫次第であることを 確信・実感するための助けをする | 成功への自信 | 成功が学習者の能力や努力によるという自信をもたせているか?                                                   |
| 満足感（Satisfaction） インセンティブによる達成強化                                                               | 内発的な強化 | 学習者が内発的な興味を発展させるために新たに獲得した知識やスキルをできるだけ早く活用する機会を与えているか? |
| 満足感（Satisfaction） インセンティブによる達成強化                                                               | 外発的な強化 | 学習者の成功に対してコメントや賞賛を与えているか?                                                           |
| 満足感（Satisfaction） インセンティブによる達成強化                                                               | 公平さ       | チェックリストやルールブックによって学習者を公平に評価しているか?                                           |

## いくつかの著書
- Motivational Design for Learning and Performance: The ARCS Model Approach. New York: Springer (2010).
- Principles of Instructional Design. Belmont, CA: Wadsworth/Thomson Learning (2005).
- The design of appealing courseware. Seoul: Educational Science Publisher (1999).
- Evaluating diversity training: 17 ready-to-use tools. San Diego: Pfeiffer & Company (1996).